# バイエルン福音ルター派教会
| Evangelisch-Lutherische Kirche in Bayern | Evangelisch-Lutherische Kirche in Bayern |
| Karte                                    | Karte                                    |
| ---------------------------------------- | ---------------------------------------- |
| zentriert                                |                                          |
| 基礎データ                               |                                          |
| 面積:                                    | 70.547 km²                               |
| 指導教職者:                              | 監督 クリスティアン・コップ              |
| 加盟教会組織:                            | VELKD EKD ÖRK LWB                        |
| 教会管区(Kirchenkreis):                  | 6                                        |
| 地区(Dekanat):                           | 63                                       |
| 教会共同体(Kirchengemeinde):             | 1.530                                    |
| 教会員数(Gemeindeglieder):               | 2.143.233 (2022年12月31日現在)           |
| 全住民における教会員比率:                | 16,0 % (2022年12月31日現在)              |
| 公式サイト:                              | www.bayern-evangelisch.de/               |

バイエルン福音ルター派教会（ドイツ語: Evangelisch-Lutherische Kirche in Bayern , ELKB）はドイツ福音主義教会(EKD)に属する20の福音主義州教会の1つである。州教会は本部をミュンヘンに置き、他の州教会と同様に公法上の社団でもある。この州教会は1,530の教会共同体を持ち、2.143.233人の教会員を有している（2022年12月31日現在）。教会員数は、ハノーファー、ラインラントの州教会に次ぐものであり、ドイツの州教会では3番目の規模である。

## 概要
バイエルン福音ルター派教会はドイツ福音主義教会 (EKD) に属するルター派教会であり、ドイツ合同福音ルター派教会 (VELKD) の加盟州教会でもある。さらに、ルター派世界連盟と世界教会協議会 (WCC)にも加盟している。バイエルン州教会における公式の首座教会はニュルンベルクにある聖ローレンツ教会であり、州教会監督就任式もおこなっている。通常、州教会監督が礼拝時の説教を担当するのは州都ミュンヘンにある聖マティウス教会である。ミュンヘン聖マティウス教会は事実上、首座教会の機能を持ち、様々な文書でもほぼ首座教会と見なされている。この州教会は福音主義アカデミー（神学研修施設）をトゥッツィングに置いている。

## 州教会の管轄地域
バイエルン福音ルター派教会の管轄地域はドイツ連邦共和国バイエルン州全土である。

## 歴史

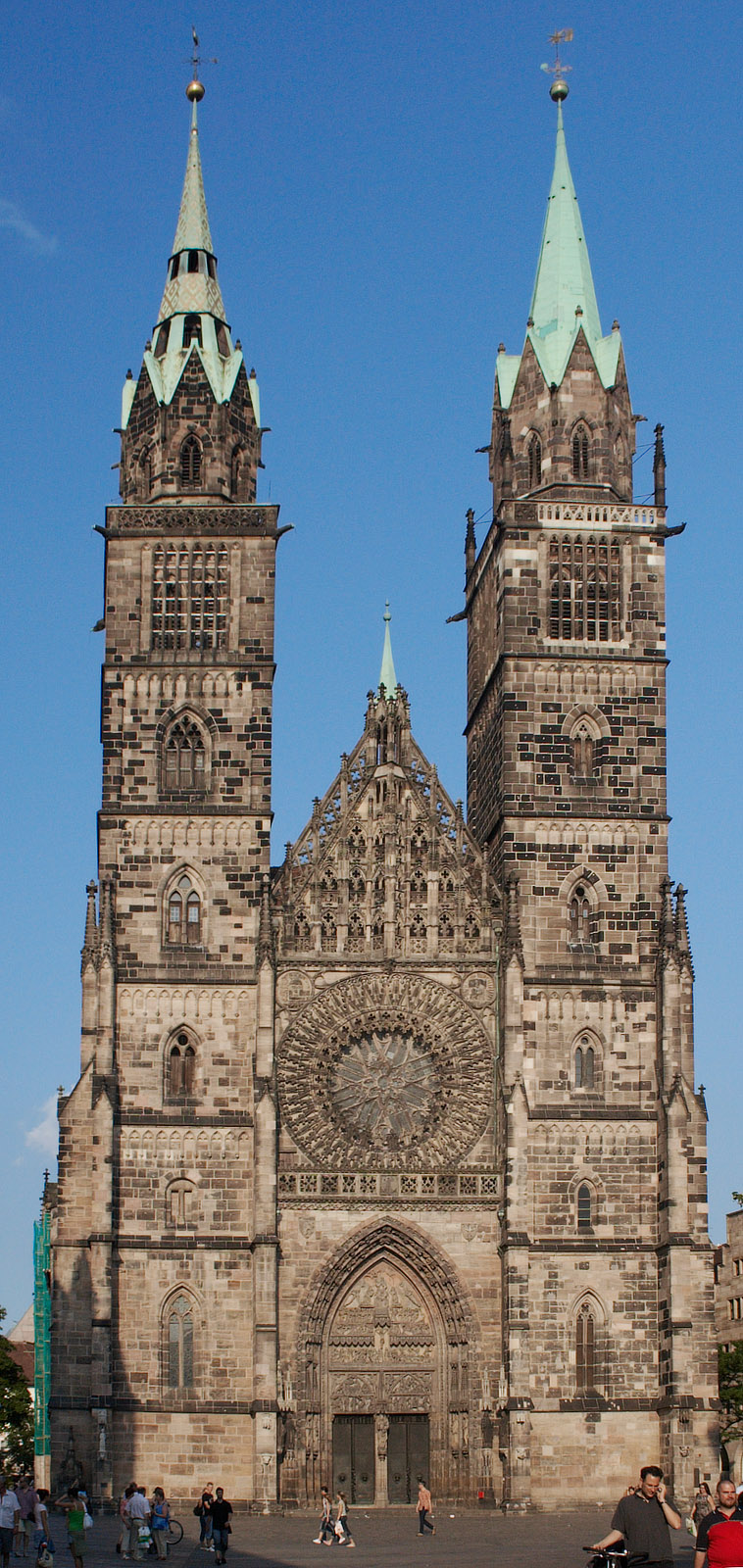
バイエルン州教会の首座教会ニュルンベルク
聖ローレンツ教会

バイエルン州の昔からの中心地域（アルトバイエルン）は、宗教改革以後においても伝統的にローマ・カトリックのままであった。1806年から1810年にかけて、バイエルン王国はその統治地域を、現在の州域まで拡大した。その際、王国内に数多くの福音主義教徒の住む地域が編入された。とりわけ、フランケン地方（ブランデンブルク辺境伯領、ブランデンブルク＝アンスバッハ、ブランデンブルク＝バイロイト）と数多くの帝国自由都市（ニュルンベルク、メミンゲン、ケンプテン、ヴァイセンブルク、ヴィンツハイム）が福音主義であった。1806年、王国内の全プロテスタント（ルター派と改革派）は一つの教会に統合された（行政上の教会合同）。さらに、ライン川左岸地域（いわゆるライン＝プファルツ）も属していた。ライン川右岸地域、バイエルン王国の中心地域において、1817年、国家最高宗務局（ミュンヘン）の下で合同共同体という制度が導入された。しかし、それぞれの教会共同体は以前からある教派の信条を忠実に保持していた。
1853年、バイエルン州ライン川右岸地域の改革派教会共同体において、改革派だけによる教会総会と教会指導部が設立された。1918年において、改革派教会共同体はバイエルン領邦教会から制度的に完全に分離され、独立した（バイエルン福音主義改革派教会）。バイエルン福音主義改革派教会は後にレーア（ニーダーザクセン州）に本部を置く福音主義改革派教会に統合された。バイエルン領邦教会は1919年からルター派教会共同体のみになり、1921年から、ライン川右岸バイエルン福音ルター派教会という名称になった。1921年、コーブルク福音領邦教会が統合された。第二次大戦後、ライン川左岸地域（プファルツ）がバイエルン州から分離され、1948年から、現在の名称であるバイエルン福音ルター派教会が使われている。
バイエルン王国時代のバイエルン福音主義教会の首長は、教会統治者としてのバイエルン国王（カトリック教徒）であった。領邦教会は王国の教会担当部局である最高宗務局によって運営されていた。第一次大戦後、バイエルン国王は退位させられて領邦君主による教会統治は終焉を迎えた。王の退位後しばらくの間、最高宗務局長官が教会の首長としての職務を遂行した。さらに、バイエルン州教会は新たな教会規則を制定した。それ以降、州教会の首長は教会議長になった。その称号は1933年以降、州教会監督になった。教会担当部局は州教会事務局という名称に変更された。
ニュルンベルク市にある州教会資料館には、詳細な歴史資料があり、一般に公開されている。

## 信仰告白
バイエルン福音ルター派教会は1999年に教憲を改定した。ルター派教会のアウクスブルク信仰告白(1530年版)とマルティン・ルターによる小教理問答、1934年に発表されたバルメン宣言を信仰告白として定義づけている。

## 指導部
州教会指導部は州教会総会、州教会総会常任委員会、州教会評議会、州教会監督によって構成されている。

### 州教会総会と州教会常任委員会
州教会の議会は州教会総会（Landessynode）である。その総会を構成する総会議員たちは個々の教会共同体にいる教会役員たちによって選ばれる。州教会総会の任務は政治における議会と比較し得るものであるが、もちろん、バイエルン福音ルター派教会に関する事項に限定される。
州教会総会常任委員会（Landessynodalausschuss）は総会（年に2回開催）閉会時において、州教会総会が担う職責を引き受ける。総会で選出された州教会総会議長と12人の総会議員たちが州教会総会常任委員会に属する。州教会総会議長は州教会総会常任委員会を主宰する。州教会総会の代表は、州教会総会議長である。
州教会総会議長
- 1917–1920: フリードリヒ・ファイト
- 1920–1922:ヴィルヘルム・フライヘル・フォン・ペヒマン
- 1923–1931: フィリプ・バッハマン
- 1931–1940: ロベルト・ブラッカー
- 194600000: ヴィルヘルム・アイヒホルン
- 1947–1959: ハンス・マインツォルト
- 1960–1983: カール・ブルクハルト
- 1984–1990: カール＝ハインツ・シュヴァブ
- 1990–2002: ディーター・ハーク
- 2002–2008: ハイディ・シュルケ
- 2008–0000: ドロテーア・デネッケ＝シュトール

### 州教会評議会と州教会監督

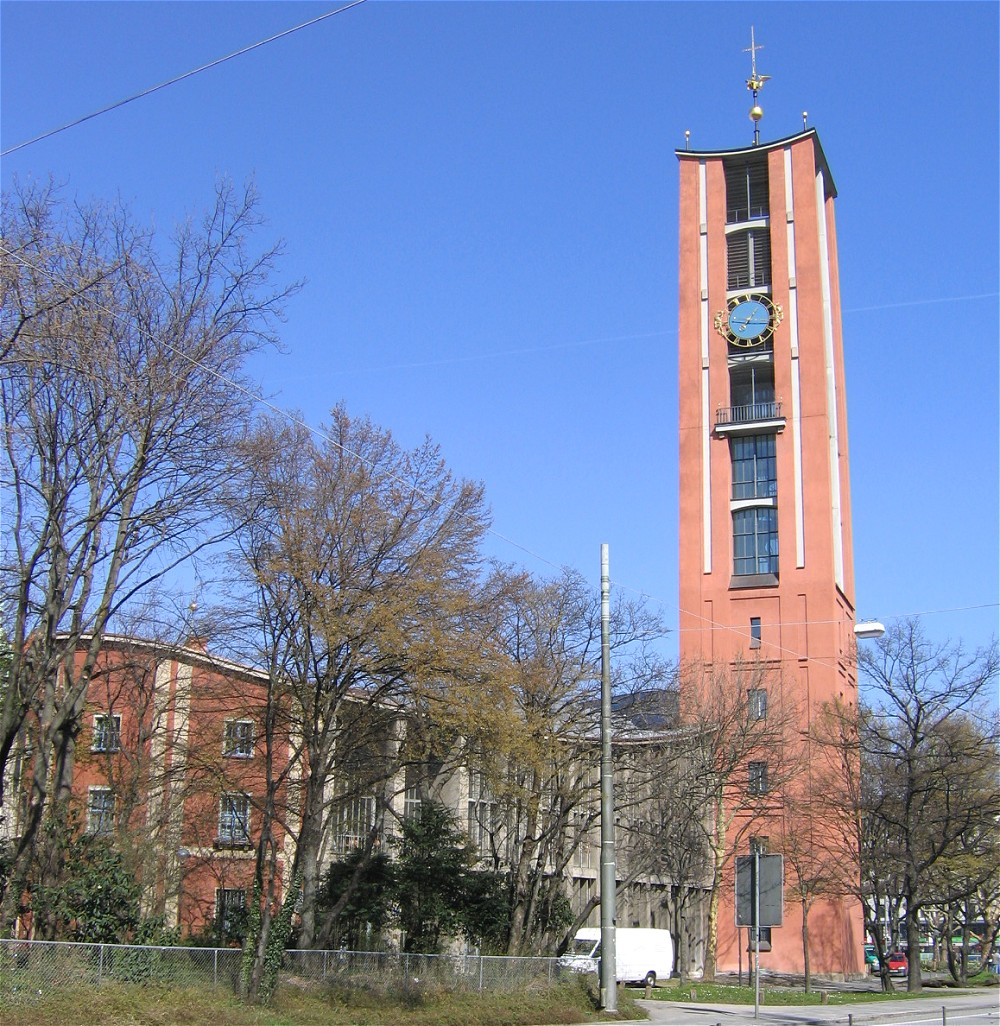
州教会監督が説教をおこなう
ミュンヘン・マティウス教会

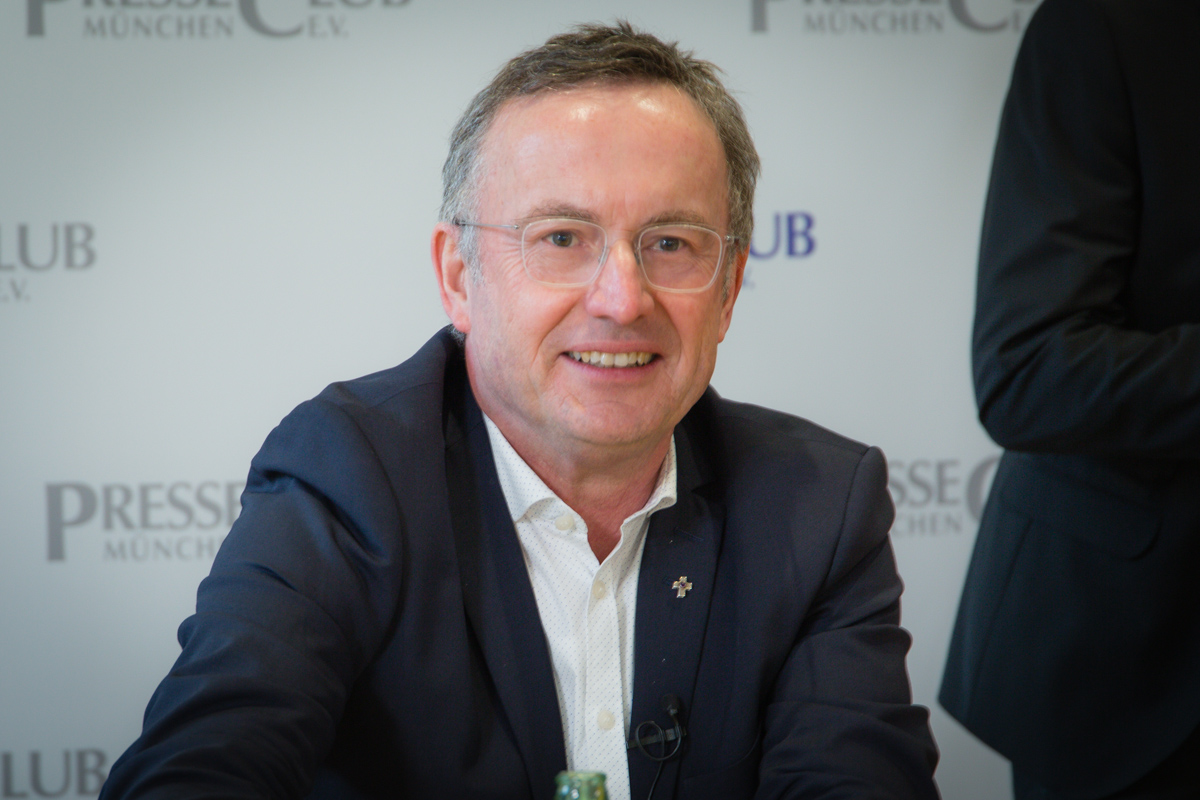
クリスティアン・コップ (2024)

州教会評議会（Landeskirchenrat）のトップには州教会監督（Landesbischof, 1933年まで教会議長）が置かれる。監督は州教会総会で12年間の任期で選出される。監督職は65歳の定年で終わる。州教会総会は必要条件を満たした場合、監督を解任することが出来る。州教会評議会は州教会監督と高等教会評議員たちによって構成される。
最高宗務局長官、教会議長、州教会監督
- 1883–1897: アードルフ・フォン・シュテーリン、最高宗務局長官
- 1897–1909: アレクサンダー・フォン・シュナイダー、最高宗務局長官
- 1909–1917: ヘルマン・ベゼル、最高宗務局長官
- 1917–1933: フリードリッヒ・ファイト、教会議長（1921年まで最高宗務局長官)
- 1933–1955: ハンス・マイザー、州教会監督
- 1955–1975: ヘルマン・ディーツフェルビンガー、州教会監督
- 1975–1994: ヨハネス・ハンゼルマン、州教会監督
- 1994–1999: ヘルマン・フォン・レーヴェニッヒ、州教会監督
- 1999–2011: ヨハネス・フリードリヒ 、州教会監督
- 2011–2023:ハインリヒ・ベッドフォード＝ストローム 、州教会監督
- 2023–0000: クリスティアン・コップ 、州教会監督

## 州教会運営

### 州教会事務局と州教会行政構造

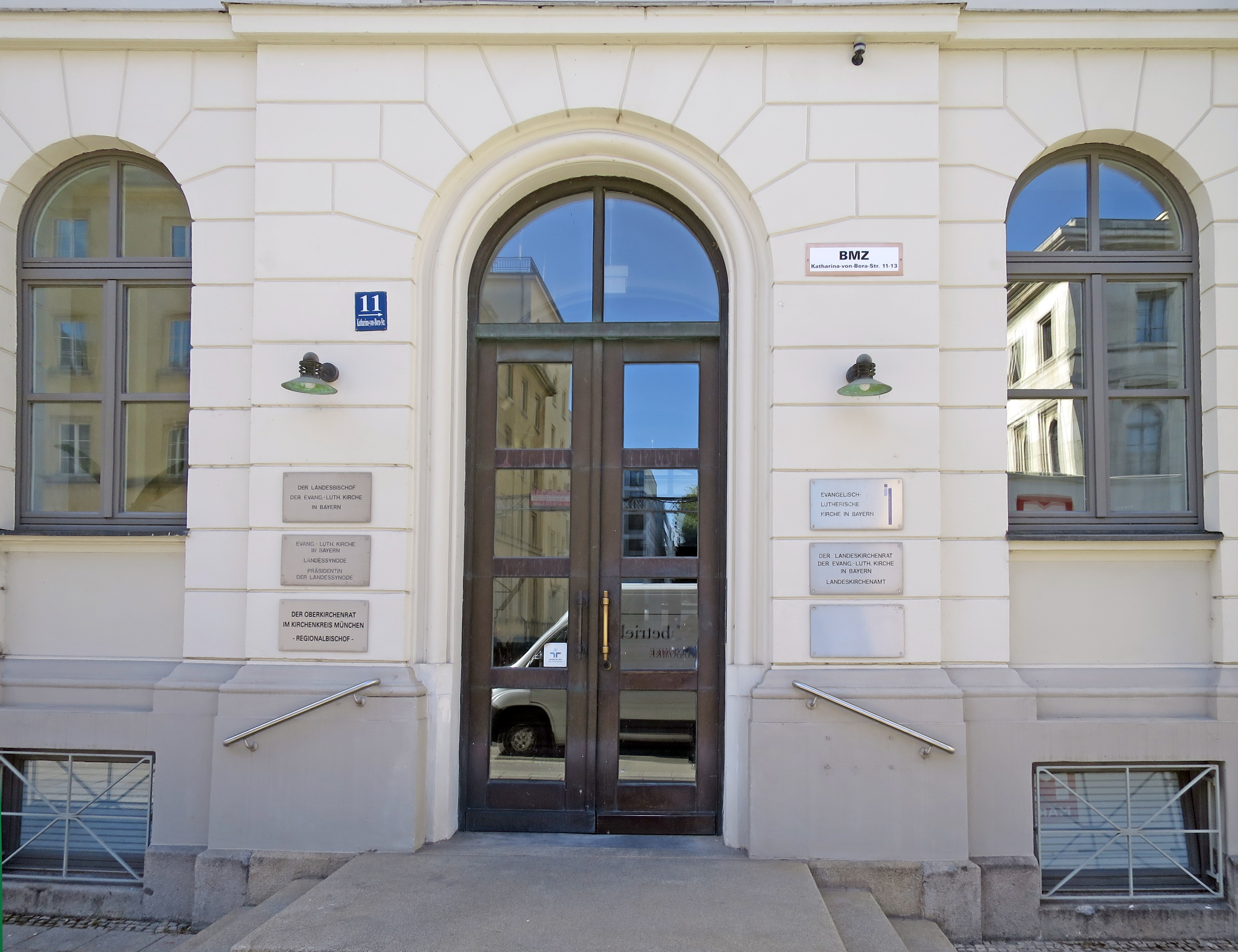
州教会事務局 (ミュンヘン)

教会における常設指導部である州教会評議会議長は州教会監督である。州教会評議会には、ミュンヘンにある州教会事務局内の部局長と6人の地域監督（Regionalbischof）が所属している。そこに所属する者たちは高等教会評議員の称号を持つ。州教会評議会は教会事務局において、定期的に会合を月1度開催する。この州教会の行政構造は下から上まで次のようになっている。
基盤として、教会共同体が存在している。それは公法上の社団として存立し、選出された教会役員たちを有している。教会役員会の構成員たちは教会役員Kirchenvorsteherと呼ばれる。複数の教会共同体Kirchengemeindeが一緒になって地区Dekanatsbezirkを形成する（一般行政組織の郡に相当している）。地区の責任者は地区長、あるいは地区長夫妻である。同様に、地区Dekanatsbezirkも公法上の社団であり、指導機関として地区総会を持つ。地区総会は教会共同体から選出された代議員たちによって構成される。
複数の地区が一緒になって教会管区Kirchenkreisを構成する（一般行政組織の県に相当している）。教区の責任者には、高等教会評議員Oberkirchenrat/ Oberkirchenrätinがいる。この高等教会評議員は地域監督Regionalbischöfin/Regionalbischofの称号も持つ。2006年以降、ニュルンベルク教区において、夫妻で分担しながらこの職務を担っている。教区はそれ自体の指導機関(総会等)を持たない。6つの教区が合わさって州教会を形成している(一般行政組織における州に相当している)。

### 教会管区
1921年、バイエルン領邦教会において、教会管区（Kirchenkreise）が設けられている。本来、3つの教会管区（アンスバッハ、ミュンヘン、バイロイト）しかなかった。教会政治的考慮から、1935年において、バイロイト教区からニュルンベルク周辺の地域が新たな独自の教会管区として指定された。第二次世界大戦後、ポーランド領となった旧プロイセン地域に住む福音主義信徒たちが、故郷追放（ドイツ人追放）によってバイエルン州へ流入して来た。この状況において、元来はカトリック教徒のみが住んでいた地区において、独自の教区が創設された（1951年東バイエルン、1971年シュヴァーベン）。現在は6つの教区がある。
- アンスバッハ＝ヴュルツブルク教会管区（1987年までアンスバッハ教会管区、ミッテルフランケン、ウンターフランケン）
- アウクスブルク教会管区（1971年開設、シュヴァーベン行政管区地域）
- バイロイト教会管区（1921年開設、オーバーフランケン地方）
- ミュンヘン教会管区（1921年開設、ミュンヘン、オーバーバイエルン地域）
- ニュルンベルク教会管区（1935年開設、ニュルンベルク、ミッテルフランケン東部）
- レーゲンスブルク教会管区（1951年開設、レーゲンスブルク、 オーバープファルツ行政管区地域）

### 地区と教会共同体
63の地区（Dekanatsbezirk）が1530の教会共同体（Kirchengemeinde）に分けられる。第二次世界大戦後、旧ドイツ東部領土からのドイツ人追放によって、福音主義教会信徒避難民が流入し、バイエルン州内の福音主義教会共同体数は増加した。その際、地区が分割され、新しい教会共同体が形成された。その上、従来カトリックが支配的な地域に多くの福音主義教会信徒が流入し、新たな教会共同体が設立された。